# Синицына, Александра Николаевна
Александра Николаевна Синицына (род. 1964) — советский и российский художник-график, искусствовед, эксперт и специалист в области художественной графики. Член Московского Союза художников (с 2000). Академик РАХ (2016). 

## Биография
Родилась 27 сентября 1962 года в Москве в семье художника-графика и педагога Н. В. Синицына (1912—2000).
С 1977 по 1981 год обучалась в Московской художественной школе имени В.
А. Серова, под руководством Е. А. Афанасьевой. С 1985 по 1990 год обучался на факультете художественного оформления и моделирования изделий текстильной и лёгкой промышленности Московского технологического института лёгкой промышленности, обучалась под руководством В. М. Зайцева, по окончании которого получила специализацию художник-модельер.
Основные художественные произведения А. Н. Синицыной связаны с вопросами в области графики, цветной линогравюры и акварели, в том числе такие произведения как: «Вологда» (1987), «По местам творческой работы Андрея Рублева» (1994), «Звенигород» (1995), «Абрамцево» (1997), «Рязанская губерния. Елатьма, Касимов и окрестности» (2001). С 1997 года А. Н. Синицына была участницей многочисленных выставок в том числе всероссийских, всесоюзных, в том числе выставок: «РАХ. 260 лет со дня основания» (2017) проходившей в РАХ и МСХ, «Графика 2019» проходившая в Галерее искусств Зураба Церетели (2019). А так же персональных выставок проходивших в Государственном музее А. С. Пушкина(1979), в Государственном историко-архитектурном музее-заповеднике «Царицыно» (1998 и в 1999), в РНИИ культурного и природного наследия имени Д. С. Лихачёва (2000), в Творческой мастерской и Библиотеке РАХ (2005, 2006 и 2013), в зале культурно-исторического журнала «Наше Наследие» (2007), в выставочных залах МАХЛ РАХ (2014).
С 2000 года А. Н. Синицына избрана членом Московского Союза художников. Член Президиума Российской академии художеств. В 2016 году была избрана — Действительным членом РАХ по Отделению графики.